# 14701 Aizu
14701 Aizu este un asteroid din centura principală de asteroizi.

## Descriere
14701 Aizu este un asteroid din centura principală de asteroizi. A fost descoperit pe 7 ianuarie 2000 la Stația Anderson Mesa în cadrul programului LONEOS. Asteroidul prezintă o orbită caracterizată de o semiaxă mare de 2,74 ua, o excentricitate de 0,19 și o înclinație de 13,1° în raport cu ecliptica.